# Euploea decipiens
Euploea decipiens är en fjärilsart som beskrevs av Butler 1882. Euploea decipiens ingår i släktet Euploea och familjen praktfjärilar. Inga underarter finns listade i Catalogue of Life.